# Euthalia paupera
Euthalia paupera är en fjärilsart som beskrevs av Hans Fruhstorfer 1906. Euthalia paupera ingår i släktet Euthalia och familjen praktfjärilar. Inga underarter finns listade i Catalogue of Life.